# Ахтамарский католикосат

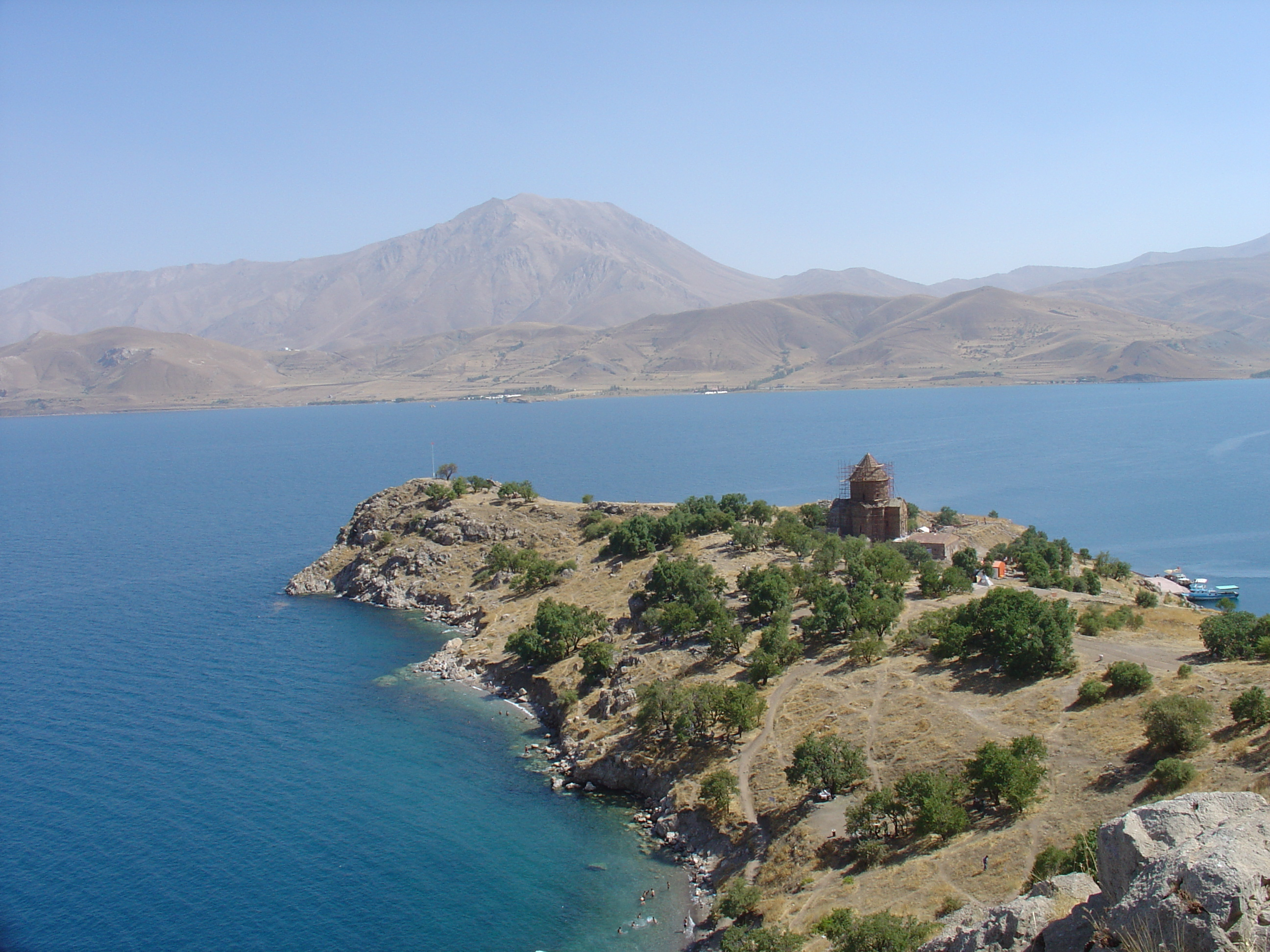
Остров Ахтамар

Ахтамарский католикосат — с 1113 по 1895 автономный католикосат в составе Армянской Апостольской Церкви. Назван по названию острова Ахтамар, на озере Ван, где располагался кафедральный собор католикоса. С 927 по 947 года на Ахтамаре располагалась кафедра Католикоса всех армян. Сегодня на острове Ахтамар сохранилась только церковь Святого Креста.

## История Ахтамарского католикосата
В 1113 году в Кармир Ванке (Красный Монастырь), в княжестве Кесун, во времена Армянского Киликийского княжества (1080-1198 гг.), (будущего Армянского Киликийского царства 1198-1375 гг.), находящийся при смерти Католикос всех армян Барсег I Анеци представил Церкви 20-летнего епископа Григора как своего преемника.
Созванный, в монастыре Кармир Ванк в 1113 году, после смерти католикоса Барсега, собор избрал Григора Католикосом всех армян.
Против такого выбора выступил епископ Ахтамара Давид. Собор из 5 епископов исконной Армении, отмечая молодость Григора и тот факт, что престол Католикоса всех армян находится за пределами исконной — Великой Армении, а также то обстоятельство, что раньше престол Верховного патриарха ААЦ находился на Ахтамаре (в провинции Рштуник области Васпуракан Великой Армении), а в настоящее время там хранились жезл святого Григория Просветителя и другие реликвии, избрал епископа Ахтамара Давида католикосом Армении.
Это действие не привело к расколу и созданию антикатоликосата. В 1114 году Национально-церковный собор Армянской Апостольской Церкви, в котором приняли участие 2500 епископов, монахов и князей из Киликии, из новых армянских земель и из исконной Армении, утвердил Григора III Пахлавуни католикосом.
Тем не менее, уже сформированный Ахтамарский католикосат, как местный автономный престол продолжил своё существование до 1895 года. Поскольку кафедра Католикоса всех армян, с возвращением в 1441 году в Эчмиадзин, территориально находилась под властью Персии, с оформлением в Османской империи системы миллетов, в 1461 году был создан автономный Константинопольский патриархат ААЦ, главе которого, как этнарху, административно были подчинены все армянские общины Турции. Таким образом, Ахтамарский и Киликийский католикосы, будучи выше Константинопольского армянского патриарха духовной степенью, находились в его административном подчинении.